# 한탄강
한탄강(漢灘江)은 한반도의 중서부 화산지대를 관류하는 강이다. 강원도 평강군에서 발원하여 강원특별자치도 철원군을 거쳐 연천군 전곡읍과 미산면 사이에서 임진강과 합류한다. 총 길이는 136 km에 이른다.

## 유래와 역사
한탄강은 큰 여울을 뜻하는 한여울로 불려왔으며, 지금도 전곡읍에 한여울 마을이 있다. 옛 기록에는 대탄(大灘, 큰여울)으로 기록되어 있으며 이것이 한탄강이라 바뀌어 불리게 되었다. 후삼국시대 당시 후고구려의 궁예가 이 강 주변의 현무암을 보고 나라가 곧 망한다고 한탄해서 한탄강이라고 불린다는 설도 있다.
한탄강 유역의 전곡읍은 삼팔선이 지나는 곳으로 한국전쟁 당시 격전지였다.
한국전쟁 당시 유엔군 3,200여 명이 신증후군 출혈열에 감염되어 그 중 수백 명이 사망하였다. 이호왕 박사는 이 병의 원인 바이러스인 한탄바이러스를 발견하였다.

## 지리·지질
한탄강은 신생대 제4기 화산 활동이 있었던 산악지대를 통과하여 협곡과 절벽이 발달하여 있다. 과거 이 지역에 화산 활동이 일어나 다량의 현무암이 한탄강 일대를 뒤덮어 철원-평강 용암대지를 형성하였고, 이후 한탄강 강물이 현무암을 침식해 오늘날과 같은 깊은 협곡과 현무암 절벽이 생성되었다. 한탄강은 남대천, 영평천, 차탄천과 같은 지류가 있으며 임진강과 함께 경사가 완만한 평형 하천으로 모래톱이 발달되어 있다. 화산활동에 의한 추가령지구대에 의한 협곡으로 지반을 형성하는 광물로는 반상변성질 편마암, 원생대 연천계 변성퇴적암, 중생대 쥐라기 화강암류와 반상 화강암, 백악기 신동층군의 퇴적암 등이 있다.

## 관광과 여가
한탄강의 오래된 명승지로는 신라 진평왕이 정자를 세웠다는 고석정이 있다. 최근 한탄강 유역은 래프팅 장소로 각광받고 있다. 여가 시설로 한탄강국민관광지가 있다.

## 천연기념물
- 한탄강 대교천 현무암 협곡
- 포천 한탄강 현무암 협곡과 비둘기낭 폭포
- 포천 아우라지베개용암